# Wolfram Mehring

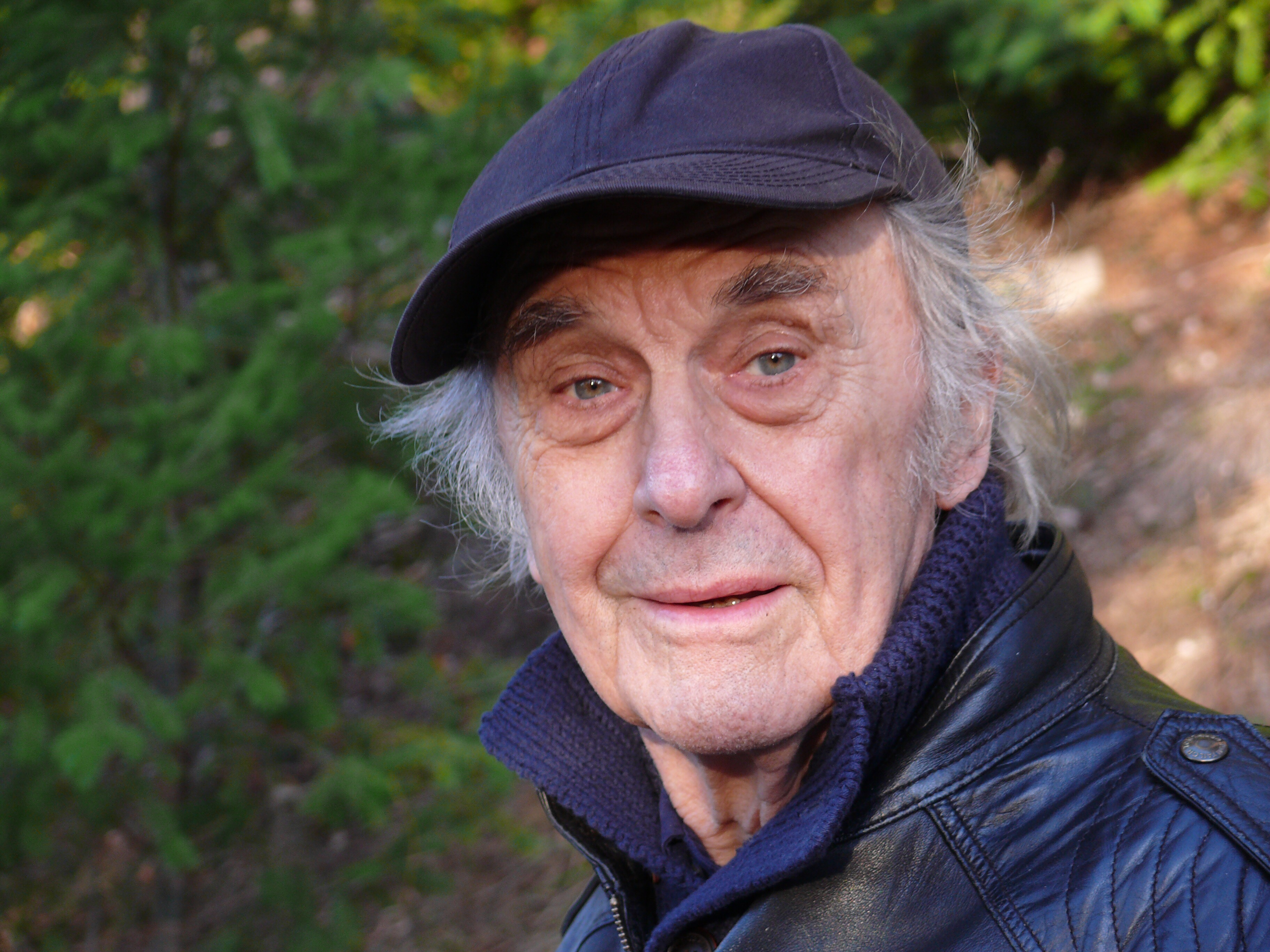
Wolfram Mehring (2015)

Wolfram Mehring (* 1930 in Münster) ist ein deutscher Schauspieler, Regisseur und Autor. Schon vor Jerzy Grotowski und lange vor Peter Brook widmete er sich der Arbeit des Schauspielers abseits der Schauspielschulen.

## Leben
Mehring ließ sich schon während seiner Gymnasialzeit zum Schauspieler ausbilden. 1954 zog er nach Paris und studierte zunächst an der Sorbonne Philosophie und Literatur, später Schauspielkunst bei Étienne Decroux, als er sich enttäuscht vom literarischen Sprechtheater ab- und der Arbeit am unmittelbaren körperlichen Ausdruck zuwendete. Er gründete im Maison des Lettres zusammen mit Claude Gelin und Grillon (i. e. Janine Grillon), das Théâtre Franco-Allemand, das sich ab 1958 zum Théâtre de la Mandragore entwickelte. Diese als deutsch-französische Avantgardetruppe gegründete freie Gruppe trat zunächst mit Leonce und Lena in deutscher und französischer Sprache (in einer Zeit, als die deutsche Besetzung noch nicht vergessen war, ein zusätzliches Politikum) vor studentischem Publikum im Maison de l’Allemagne (Heinrich-Heine-Haus) der internationalen Pariser Studentensiedlung Cité Universitaire auf. Bald kamen jedoch auch Mitglieder aus anderen europäischen, nordafrikanischen und lateinamerikanischen Nationen hinzu.
Innerhalb dieser Gruppe bestand unter dem Namen „Centre franco-allemand de Recherche théâtrale“, später „Centre International de Recherches scéniques“, ein experimentelles Theaterstudio, das sich der Arbeit am „totalen Schauspieler“ widmete. Ab 1963 bezog das Zentrum Räume im Théâtre du Vieux Colombier, dessen künstlerische Leitung Mehring auch 1966 mit dem Umzug des Théâtre de la Mandragore dorthin übernahm. Er präsentierte seine Inszenierungen auch im Théâtre de Lutèce, im Théâtre Moderne des Théâtre de Paris, im Théâtre d’Aujourd’hui, im Théâtre de la Gaieté Montparnasse und im Théâtre national de Chaillot und schon frühzeitig auf Gastspielreisen durch Europa, Asien und Nordafrika. Außerdem wurden Produktionen und Berichte über ihn und seine Arbeit im deutschen und französischen Radio und Fernsehen gesendet.
Ab etwa 1970 wurde er zunehmend zu Gastinszenierungen, die später auch diverse Opern wie etwa Aida und Die Meistersinger von Nürnberg und klassische Werke von Georg Büchner, den er immer wieder aufgreift, William Shakespeare, Plautus etc. umfassen sollte, ins weitere Europa, nach Afrika, Südamerika und den Fernen Osten eingeladen. Dabei erarbeitete er mehrere Inszenierungen pro Jahr.
Auf Anfrage machten er und das Théâtre de la Mandragore Tourneen rund um die Welt, veranstalteten Kurse in der Theater- und Körperarbeit und gründeten Ableger davon in den verschiedensten Städten, die mit gleichen Zielen, jedoch eigenständig weiter existieren. Von 1999 bis 2002 war Mehring Operndirektor am Staatstheater Kassel. Zudem schrieb er eigene Stücke sowie Bücher und Beiträge über seine Theaterarbeit.

## Leistungen
Für Mehring ist das europäische Theater im Wesentlichen ein literarisches, ein intellektuelles: „Der Text ist Ziel und Ausgangspunkt der szenischen Arbeit.“ Schon sein Umzug nach Paris war eine Reaktion „auf das deutsche Theater der Fünfzigerjahre, auf seine Stadttheaterstruktur und seine (un)künstlerische Tendenz, Literatur zu illustrieren, statt ein theatralisches Kunstwerk für Augen und Ohren umzusetzen.“ Für ihn kann das Theater zwar ohne Kostüm, Requisiten, Autor etc. und sogar ohne Regisseur funktionieren, doch niemals ohne Schauspieler. Und dieser wird im Rahmen seiner Ausbildung zum Darsteller „gestanzt“ und ist „erzogen worden, eine Literatur zu vermitteln.“ Er begab sich, vor Grotowski und Brook, auf die Suche nach der „Identität, den Gesetzmäßigkeiten im schauspielerischen Ausdruck“ mit dem Postulat ein visuelles Theater zu erschaffen, das „dramaturgisch und schauspielerisch … vom Publikum aller Kulturen verstanden werden“ muss.
Speziell im Rahmen seiner Seminare, aber auch während seiner Inszenierungen, sucht Mehring den Schauspieler, der bei ihm immer im Zentrum steht, sich seiner selbst wieder bewusst werden zu lassen. Dabei versucht er mit ihnen über Improvisationen zum Ursprung der Empfindungen und Gefühle zurückzufinden und die Beziehung zwischen Körper, Stimme und Raum auszuloten. Er setzt dabei auf die Veränderbarkeit des Darstellers, der sich auf die Suche nach seiner Identität begibt: nicht seiner persönlichen und auch nicht der kulturellen, „sondern der Identität des Menschen schlechthin.“

## Inszenierungen
- 1958 Leonce und Lena von Büchner, Théâtre de la Mandragore, Paris
- 1959 La Marmite (Aulularia oder Die Goldtopfkomödie) nach Plautus, Théâtre de la Mandragore im Théâtre du Vieux Colombier, Paris
- 1960 Tournee mit Leonce und Lena durch Deutschland und Österreich
- 1962/63 Metamorphosis I von Mehring, während der Proben entwickelt, Théâtre de la Mandragore im Théâtre du Vieux Colombier und im Théâtre de Lutèce, Paris
- 1964 Woyzeck von Büchner, Théâtre de la Mandragore im Théâtre du Vieux Colombier und Biennale, Paris (Preis für die beste Produktion)
- 1964 Feux Rouges von Mehring, Théâtre de Lutèce, Paris
- 1965 Metamorphosis II von Mehring, Festival in Toulon
- 1965 La Marmite von Plautus, Théâtre Moderne im Théâtre de Paris
- 1967 Von morgens bis mitternachts von Georg Kaiser, Théâtre de la Mandragore im Théâtre du Vieux Colombier, Paris
- 1968 Le Chat von Mehring nach Ludwig Tiecks Der gestiefelte Kater, Théâtre de la Mandragore im Théâtre du Vieux Colombier, Paris
- 1968 America Hurrah von Jean-Claude van Itallie, Städtische Bühnen Frankfurt am Main
- 1969 Le Coctail du Diable (Scherz, Satire, Ironie und tiefere Bedeutung) von Christian Dietrich Grabbe, Théâtre de la Mandragore im Théâtre du Vieux Colombier, Paris
- 1969 Tom Paine von Paul Foster, Städtische Bühnen Frankfurt am Main
- Tournee durch den Fernen Osten
- 1970 La Mort de Büchner (Büchners Sterben) von Mehring, Uraufführung Théâtre de la Mandragore im Théâtre du Vieux Colombier, Paris
- 1971 Yvonne, Prinzessin von Burgund von Witold Gombrowicz, Städtische Bühnen Frankfurt am Main
- 1971/72 Der Hofmeister von J. M. R. Lenz, Théâtre de la Mandragore am Théâtre de la Gaité Montparnasse
- 1972 Glanz und Tod von Joaquin Murieta von Pablo Neruda, Düsseldorfer Schauspielhaus
- 1971 Die Katze von Mehring nach Tieck in Hindi, Neu-Delhi
- 1972 Antonius und Cleopatra von Shakespeare, Düsseldorfer Schauspielhaus
- 1973 Die Regel und die Ausnahme von Bertolt Brecht, Théâtre de la Mandragore, Paris
- 1973 Lorenzaccio von Alfred de Musset / Sylvano Bussotti, Hamburgische Staatsoper
- 1973 Afrika-Tournee mit dem Théâtre de la Mandragore
- 1974 Otello von Giuseppe Verdi, Nationaloper von Korea, Seoul
- 1974 Die Bluthochzeit von Federico García Lorca, Hessisches Staatstheater Wiesbaden (Internationale Maifestspiele)
- 1974 Europa-Tournee des Théâtre de la Mandragore
- 1975 Rashomon von Akutagava, Hessisches Staatstheater Wiesbaden
- 1975 Was ihr wollt von Shakespeare, Staatstheater Nürnberg
- 1975 La Mort de Büchner von Mehring, Conservatoire National de Montreal
- 1975 Carmen von Georges Bizet, Nationaloper von Korea, Seoul
- 1976 Dantons Tod von Büchner, Staatstheater Nürnberg
- 1976 Woyzeck von Büchner in arabischer Sprache, Staatstheater Sudan, Khartum
- 1976 Zusammenarbeit mit dem Ballet National de Kinshasa, Zaïre: Tanzprojekt anlässlich des Nationalfeiertags
- 1976 Chukchok, Theaterexperiment anlässlich der 10. Inkarnation von Buddha, Bangkok
- 1977 Il trovatore von Verdi, Nationaltheater Mannheim
- 1978 Antigone von Sophokles, Théâtre de la Mandragore, Paris
- 1978 Afrika-Tournee mit dem Théâtre de la Mandragore
- 1978 Antigone von Sophokles, Staatstheater Darmstadt
- 1979 König Oedipus von Sophokles, Städtische Bühnen Freiburg
- 1979 Mutsima, kongolesischer Mythos, Théâtre de Locombe, Kinshasa
- 1980 Büchners Tod von Mehring, Theater Kiel
- 1980 Escalations, Projekt über eskalierende Gewalt von Mehring, Théâtre de la Mandragore, Paris
- 1980 Nordafrika- und Nahost-Tournee Théâtre de la Mandragore
- 1982 Eugen Onegin von Tschaikowski, Staatstheater Nürnberg
- 1983 Carmen von Bizet, Staatstheater Nürnberg
- 1983 Terminal von Mehring, Théâtre de la Mandragore, Paris (visuelles Projekt über Alter und Sterben in der modernen Gesellschaft)
- 1984 Attila von Verdi, Städtische Bühnen Münster
- 1985 Die Kannibalen von George Tabori, Württembergische Landesbühne Esslingen
- 1986 Die Prinzessin Turandot von Carlo Gozzi in der Bearbeitung von Friedrich Schiller, Württembergische Landesbühne Esslingen
- 1987 Die Rache des Schauspielers von Minoru Miki, Städtische Bühnen Münster
- 1988 Ein Wintermärchen von Shakespeare, Saarländisches Staatstheater
- 1988 Tartuffe von Molière, Städtische Bühnen Münster
- 1989 Dantons Tod von Büchner, Württembergische Landesbühne Esslingen
- 1989 Lady Macbeth von Mzensk von Schostakowitsch, Stadttheater Freiburg
- 1990 Die Troerinnen von Euripides, Badisches Staatstheater Karlsruhe (Zyklus: „Die Frau in der Antike“)
- 1990 Ein Kranich im Schnee von Mehring, Städtische Bühnen Freiburg (Uraufführung)
- 1991 Dakghar (Das Postamt) von Rabindranath Tagore, Goethe-Institut Kalkutta
- 1991 Feuertanz von Mehring, Städtische Bühnen Freiburg (Uraufführung)
- 1991 Ada, eine Kabuki-Oper von Minoru Miki, Metropolitan Theatre Tokyo
- 1991 Kaspar von Peter Handke, Städtische Bühnen Freiburg
- 1991 Spiel von Liebe und Zufall von Pierre Carlet de Marivaux, Schwetzinger Festspiele
- 1992 Lysistrata von Aristophanes, Badisches Staatstheater Karlsruhe (Uraufführung der Neuübersetzung von Peter Krumme)
- 1992 Der feurige Engel von Prokofjew, Stadttheater Freiburg
- 1992 Das Hirtenmädchen Aymineh von Mehring, Städtische Bühnen Freiburg (Uraufführung; daraus entwickelte sich ein Projekt gegen Rassismus und Fremdenhass mit annähernd 100 000 Zuschauern)
- 1993 Elektra von Sophokles, Badisches Staatstheater Karlsruhe
- 1993 Paradies der Katzen von Mehring nach einem asiatischen Märchen (Fortsetzung des Projekts gegen Rassismus und Fremdenhass)
- 1993 Eugen Onegin von Tschaikowski, Nationaloper von Korea, Seoul
- 1993 Die Macht des Schicksals von Verdi, Hessisches Staatstheater Wiesbaden
- 1994 La Dueña von Roberto Gerhard, Theater Bielefeld
- 1994 Der Zigeunerwagen von Mehring, Badisches Staatstheater Karlsruhe (Projekt gegen Rassismus)
- 1995 Madama Butterfly von Giacomo Puccini, Hessisches Staatstheater Wiesbaden
- 1996 Das Malteserkreuz von Charles Camilleri, Valletta
- 1997 Reineke Fuchs von Mehring nach Goethe, Rheinisches Landestheater, Neuss
- 1997 Der Freischütz von Carl Maria von Weber, Theater Dortmund
- 1997 Aida von Verdi, Hessisches Staatstheater Wiesbaden
- 1998 Reineke Fuchs nach Goethe, Kalkutta
- 1998 Faust (Margarete) von Charles François Gounod, Nationaltheater Weimar
- 1999 Fausts Verdammnis von Hector Berlioz, Nationaltheater Weimar
- 1999 Macbeth von Verdi, Staatstheater Kassel
- 1999 Hänsel und Gretel von Engelbert Humperdinck, Theater Bielefeld
- 2000 Otello von Verdi, Nationaltheater Weimar
- 2000 Die Meistersinger von Nürnberg von Richard Wagner, Staatstheater Nürnberg (zum 950jährigen Stadtjubiläum)
- 2000 Boris Godunow von Mussorgski, Staatstheater Kassel
- 2001 La Cenerentola von Gioacchino Rossini, Theater Bielefeld
- 2001 Ein Kranich im Schnee von Mehring, Staatstheater Kassel
- 2001 Lohengrin von Richard Wagner, Staatstheater Kassel
- 2003 La Cenerentola von Rossini, Theater der Stadt Heidelberg
- 2004 Carmen von Bizet, Staatstheater Kassel
- 2004 Das Hirtenmädchen Aymineh (offizieller Titel der Produktion: Aymineh und Aladdin) von Wolfram Mehring, Staatstheater Kassel
- 2004 West Side Story von Leonard Bernstein, Staatstheater Kassel, Opernhaus
- 2005 Der Freischütz, Nationaloper von Korea, Seoul
- 2005 Mignon von Ambroise Thomas, Theater der Stadt Heidelberg
- 2005 Die Schneekönigin von Mehring nach Hans Christian Andersen, Städtische Bühnen Münster
- 2006 Faust – frühe Fassung nach Goethe, Stadttheater Konstanz
- 2006 La traviata von Verdi, Nationaloper von Korea, Seoul[12]
- 2007 König Oedipus nach Sophokles, Städtische Bühnen Münster[13]
- 2008 Lucia di Lammermoor von Gaetano Donizetti, Nationaloper von Korea, Seoul,[14] ausgezeichnet mit dem 1. Preis für die beste Regie bei den Internationalen Opernfestspielen in Daegu, Südkorea
- 2008 L’isola disabitata von Joseph Haydn, Theater Biel Solothurn
- 2009 Das schlaue Füchslein von Leoš Janáček, Städtische Bühnen Münster[15]
- 2010 Das Missverständnis von Albert Camus, Stadttheater Konstanz[16]
- 2010 Der Besuch der alten Dame von Friedrich Dürrenmatt, Städtische Bühnen Münster
- 2010 Così fan tutte von Wolfgang Amadeus Mozart, Theater Biel Solothurn
- 2010 Iphigenie auf Tauris von Goethe, Städtische Bühnen Münster
- 2012 Idomeneo von Wolfgang Amadeus Mozart, Theater Biel Solothurn[17]
- 2013 Dantons Tod von Büchner, Stadttheater Konstanz[18]
- 2014 Von der Liebe Augenblick von Fabienne Biever, Théâtre National du Luxembourg[19]
- 2015 El Cimarrón von Wolfram Mehring nach Miguel Barnet, Theater Konstanz[20]
- 2016 Narziß und Goldmund von Hermann Hesse (Theaterfassung von Tom Blokdijk – deutschsprachige Uraufführung), Württembergische Landesbühne Esslingen[21]
- 2017 Ein Kranich im Schnee von Mehring, Stadttheater Konstanz[22]
- 2020 Glückliche Tage von Samuel Beckett, Stadttheater Konstanz[23]

## Filmografie
- 1963 Verfilmung von La Marmite durch Radiodiffusion Télévision Française (ausgezeichnet mit dem 1. Preis für die beste Produktion der letzten 12 Monate bei den französischen TV-Festspielen in Boulogne-sur-Mer) (TV)
- 1964 Polizeibeamter in Komödie der Irrungen (nach Menaechmi von Plautus), Regie: Hans Dieter Schwarze (TV)
- 1969 Fernsehinszenierung von America Hurrah an den Städtischen Bühnen Frankfurt durch den Hessischen Rundfunk (TV)
- 1972 Fernsehinszenierung von Geschichte für 24 Stunden durch das Zweite Deutsche Fernsehen, produziert von Bavaria Film (TV)

## Werke

### Über das Theater
- „Masques Brulés, Aphorismes“, Editions du Felin/Rancilio, Paris 1983, ISBN 2-86645-010-8
- „Die Möglichkeiten eines eigenständig-kreativen Darstellers im europäischen Theater,“ Vortrag anlässlich eines Theaterseminars an der Schouwburg Rotterdam am 15. September 1976, Paris o. J., und als Beilage zum Programm der Aufführungen von Was ihr wollt und Dantons Tod in Nürnberg
- „Körpersprache als transkulturelle Ausdruckssprache“ in Zeitschrift für Kulturaustausch Nr. 4, Institut für Auslandsbeziehungen – Theater und auswärtige Kulturpolitik, 1978
- „Das Theater hat die Verbindung vom Kopf zum Körper und zum Boden verloren“ in Die Deutsche Bühne Nr. 10, Oktober 1980
- „Die Vermarktung des Geistes – Theater heute“ in Zeitmitschrift – Journal für Ästhetik Nr. 5, Herbst 1988, ISSN 0931-3141
- „Theaterrezeption in Frankreich und Deutschland“ in Geist/Esprit, Piper Verlag, München und Zürich 1989
- „Pariser Inszenierungen“ in Prägungen – Deutsche in Paris, Bollmann Bibliothek, Düsseldorf 1991

### Dramen
- Ein Kranich im Schnee (nach einer alt-japanischen Legende)
- Feuertanz (ein Indianermärchen)
- Das Hirtenmädchen Aymineh (nach einer alten anatolischen Erzählung)
- Der Zigeunerwagen
- Paradies der Katzen
- Die Schneekönigin (nach dem Märchen von Hans Christian Andersen)
- Büchners Sterben
- Reineke Fuchs (nach dem epischen Gedicht von Goethe)
- Der Kater (nach Ludwig Tieck)

(alle: S. Fischer Verlag Theater und Medien, Frankfurt am Main)